# Торньон
Торньо̀н (на италиански и на френски: Torgnon, от 1939 до 1946 г. Torgnone, Торньоне) е община в Северна Италия, автономен регион Вале д'Аоста. Разположено е на 1489 m надморска височина. Населението на общината е 518 души (към 2010 г.).
Административен център на общината е село Монньо (Mongnod).